# Roureopsis stenopetala
Roureopsis stenopetala là một loài thực vật có hoa trong họ Connaraceae. Loài này được (Griff.) G. Schellenb. miêu tả khoa học đầu tiên năm 1927.